# Saint-Georges-sur-Renon
Saint-Georges-sur-Renon ist eine französische Gemeinde mit 214 Einwohnern (Stand: 1. Januar 2022) im Département Ain in der Region Auvergne-Rhône-Alpes. Sie gehört zum Kanton Châtillon-sur-Chalaronne im Arrondissement Bourg-en-Bresse.

## Lage
Die Gemeinde Saint-Georges-sur-Renon liegt am Renon am Nordwestrand der Seenlandschaft Dombes, 20 Kilometer südwestlich von Bourg-en-Bresse. Sie grenzt im Westen und Norden an Romans, im Osten an Saint-André-le-Bouchoux, im Südosten an Saint-Germain-sur-Renon und im Süden an La Chapelle-du-Châtelard.

## Bevölkerungsentwicklung
| Jahr                       | 1962 | 1968 | 1975 | 1982 | 1990 | 1999 | 2006 | 2013 | 2021 |
| -------------------------- | ---- | ---- | ---- | ---- | ---- | ---- | ---- | ---- | ---- |
| Einwohner                  | 119  | 108  | 95   | 105  | 126  | 161  | 188  | 214  | 199  |
| Quellen: Cassini und INSEE |      |      |      |      |      |      |      |      |      |

## Sehenswürdigkeiten

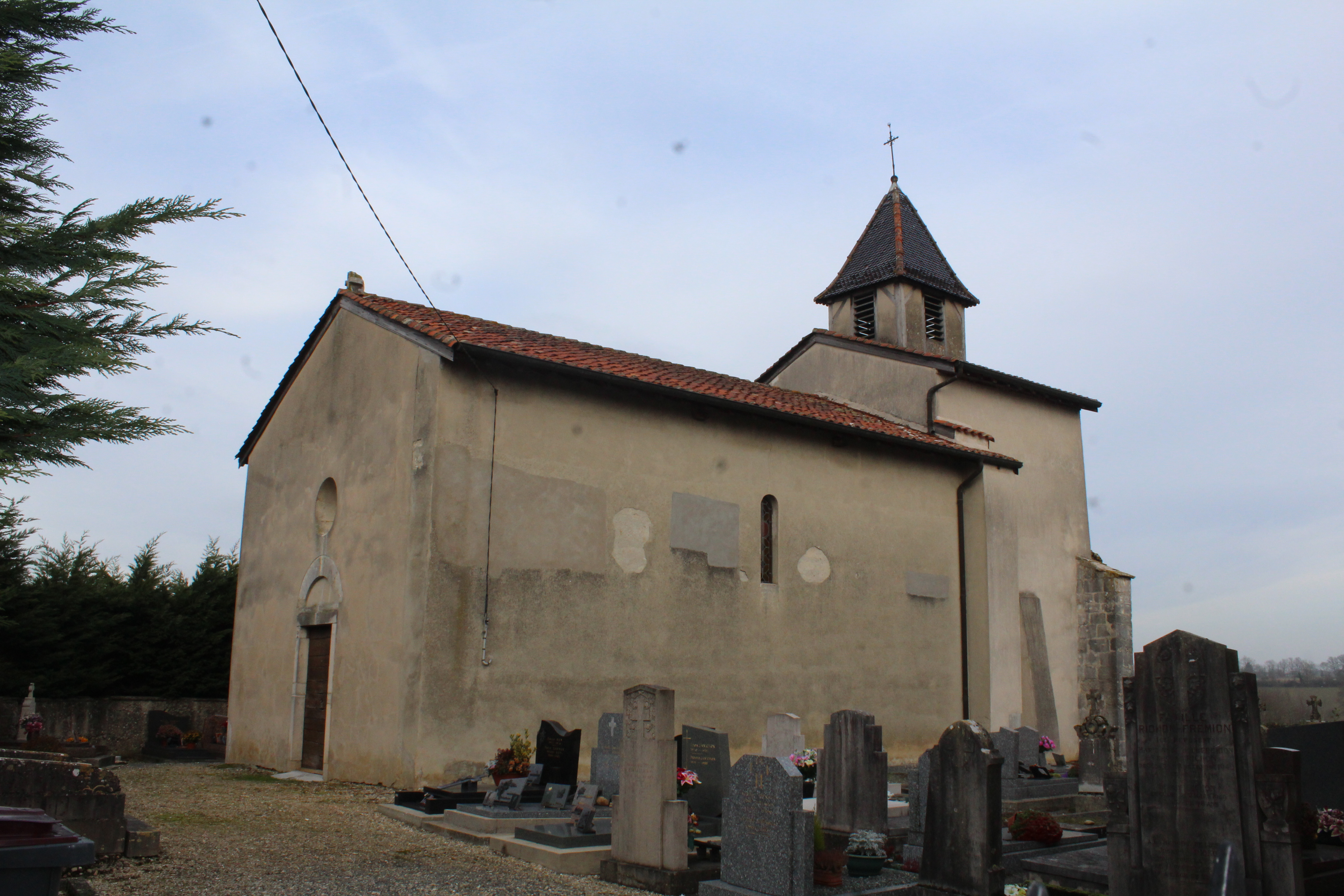
Kirche Saint-Georges
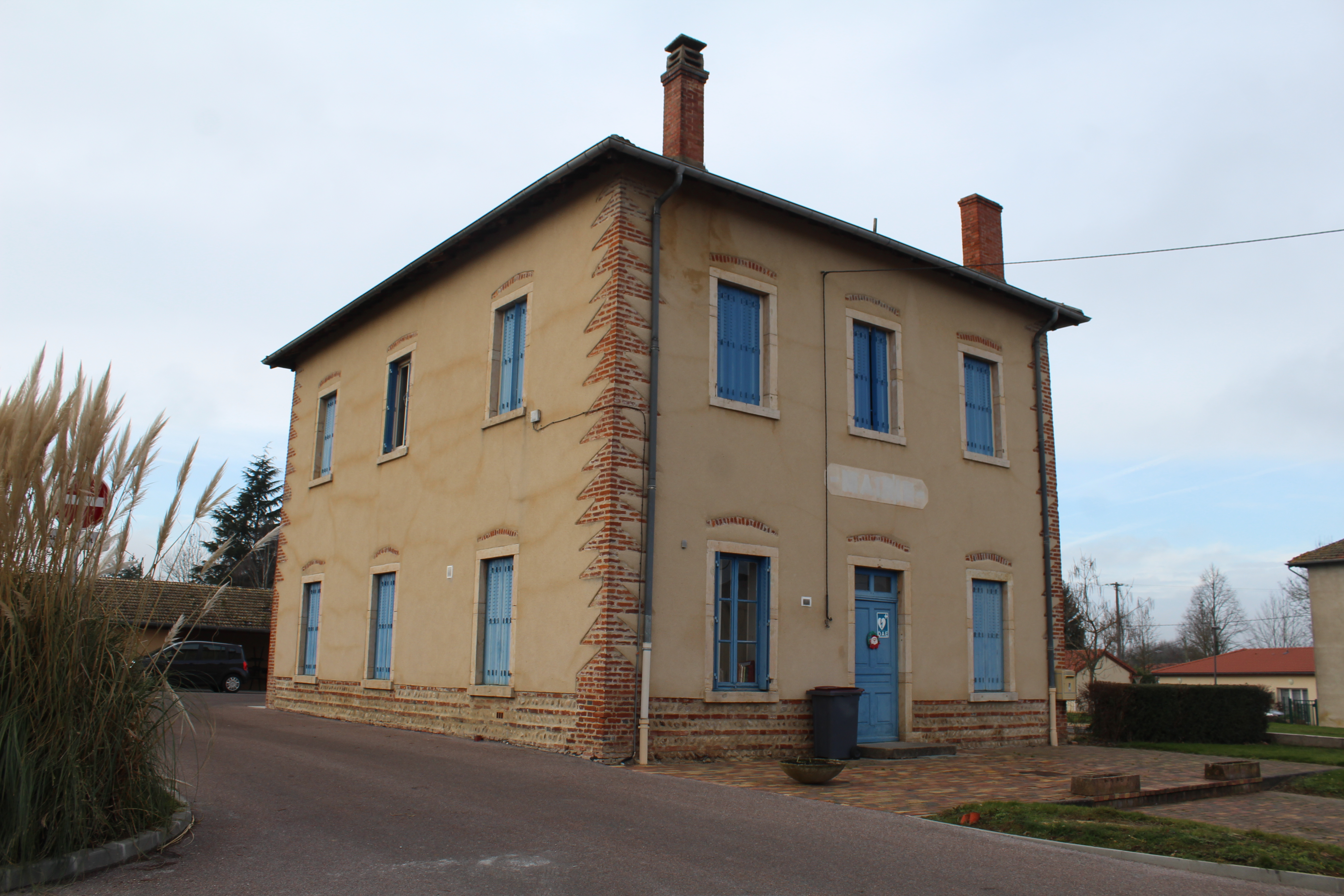
Ehemaliges Rathaus
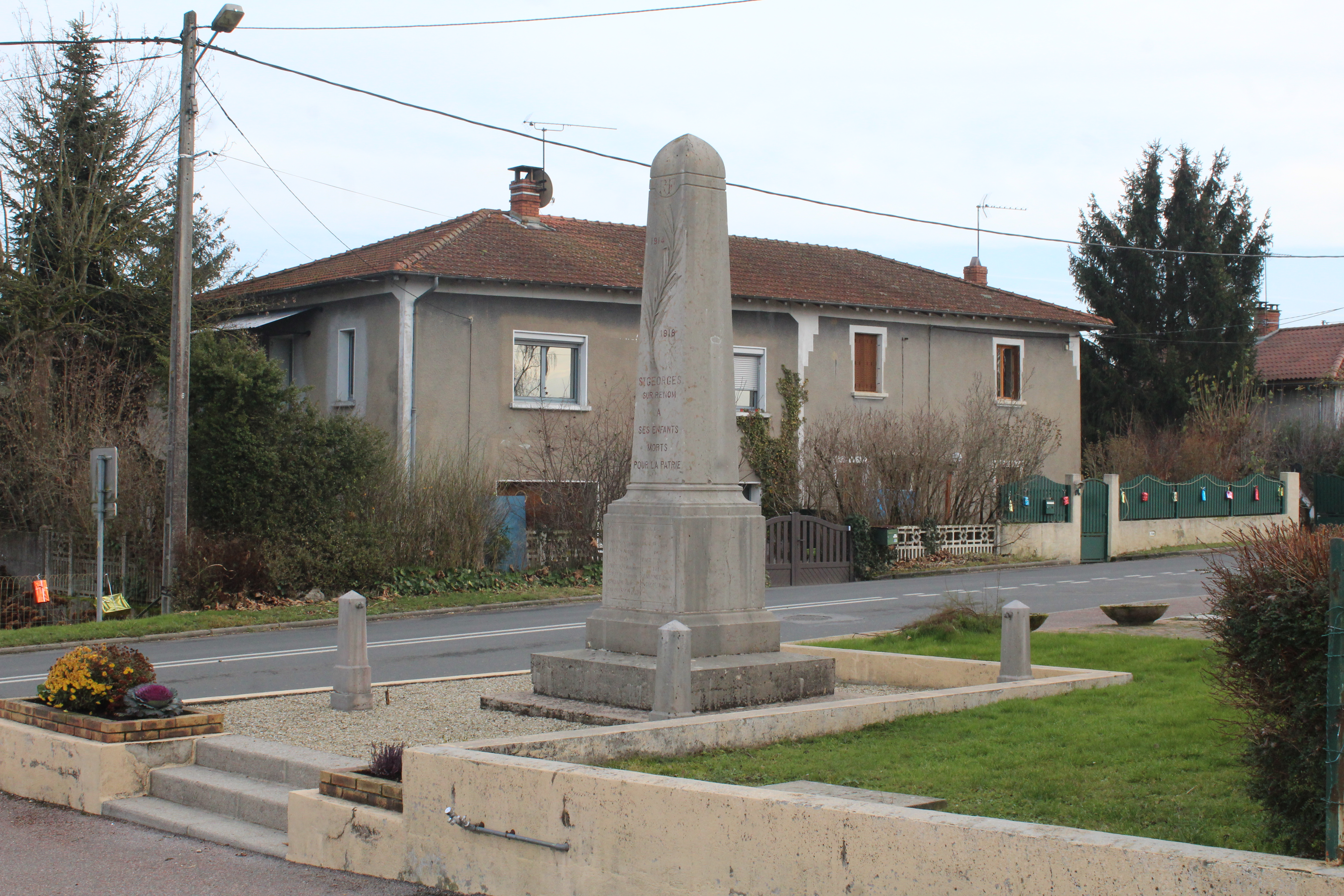
Gefallenendenkmal

- Kirche Saint-Georges
- Ehemaliges Rathaus
- Gefallenendenkmal